# Йохан Аугуст (Пфалц-Люцелщайн)
Йохан Август фон Велденц-Лютцелщайн (на немски: Johann August von Pfalz-Lützelstein; * 26 ноември 1575, замък Лемберг; † 18 септември 1611, замък Лемберг) от род Вителсбахи (линия Пфалц-Велденц), е пфалцграф на Лютцелщайн.

## Живот
Той е вторият син на пфалцграф Георг Йохан I фон Пфалц-Велденц (1543 – 1592) и съпругата му принцеса Анна Мария (1545 – 1610), дъщеря на крал Густав I Васа от Швеция. По баща е внук на граф Рупрехт фон Пфалц-Велденц.
Йохан Август наследява баща си през 1592 година в Графство Лютцелщайн, което получава при подялбата на наследството с братята си Георг Густав, Лудвиг Филип и Георг Йохан II. Той резидира в замък Лютцелщайн (La Petite-Pierre) в Елзас.
Йохан Август се жени през 1599 г. в Браубах за 50-годишната принцеса Анна Елизабет фон Пфалц (1549 – 1609), вдовица на ландграф Филип II фон Хесен-Рейнфелс (1541 – 1583), дъщеря на курфюрст Фридрих III фон Пфалц от династията Вителсбахи. Бракът е бездетен.
През 1604 г. той прегва сребърна монета със своя портрет.
Умира на 35-годишна възраст. Погребан е в гробницата на църквата на Лютцелщайн. След смъртта му графството получава брат му Георг Йохан II.